# Franz Bürckner

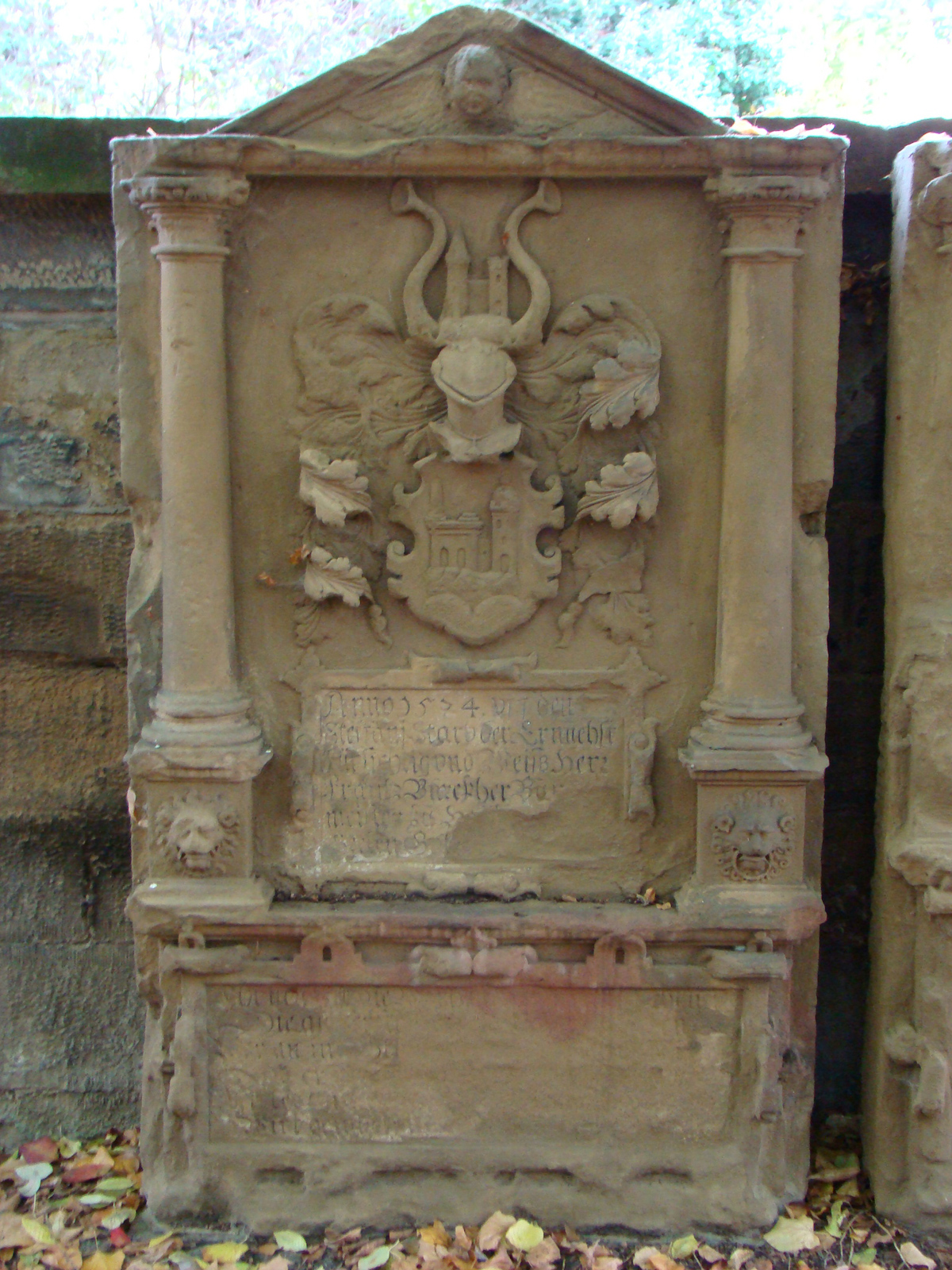
Grabstein von Franz Bürckner auf dem Alten Friedhof in Heilbronn

Franz Bürckner (* vor 1548; † 1574 in Heilbronn) war ein deutscher Politiker und von 1565 bis 1574 Bürgermeister von Heilbronn.

## Leben
Über sein Leben ist sehr wenig bekannt. 1548 war Bürckner Mitglied des Heilbronner inneren Rats („von den Burgern“), danach Richter und ab 1553 Steuerherr. Von 1565 bis 1574 war er Bürgermeister der Reichsstadt. Sein Grabstein hat sich auf dem Heilbronner Alten Friedhof erhalten.